# Mitch Daniels
Mitch Daniels (ur. 7 kwietnia 1949) − polityk amerykański związany z Partią Republikańską.
W latach 2001–2003 był dyrektorem Biura Planowania i Budżetu. Od 2005 do 2013 roku pełnił funkcję gubernatora stanu Indiana.